# Nuttanon Kadchapanan
Nuttanon Kadchapanan (thailändisch ณัฐนนท์ กัจฉปานันท์; * 7. Juni 1993 in Yala) ist ein thailändischer Tennisspieler.

## Karriere
Nuttanon Kadchapanan spielt hauptsächlich auf der ATP Challenger Tour und der ITF Future Tour. Er feierte bislang sechs Doppelsiege auf der Future Tour. Auf der Challenger Tour gewann er das Doppelturnier in Bangkok im Jahr 2014.
Nuttanon Kadchapanan spielt seit 2013 für die thailändische Davis-Cup-Mannschaft. Für diese trat er in vier Begegnungen an, wobei er im Einzel eine Bilanz von 1:0 und im Doppel eine von 3:1 aufzuweisen hat.

## Erfolge
| Legende (Anzahl der Siege)  |
| Grand Slam                  |
| ATP World Tour Finals       |
| ATP World Tour Masters 1000 |
| ATP World Tour 500          |
| ATP World Tour 250          |
| ATP Challenger Tour (1)     |

### Doppel

#### Turniersiege
| Nr. | Datum           | Turnier | Belag     | Partner       | Finalgegner            | Ergebnis |
| --- | --------------- | ------- | --------- | ------------- | ---------------------- | -------- |
| 1.  | 30. August 2014 | Bangkok | Hartplatz | Pruchya Isaro | Chen Ti Peng Hsien-yin | 6:4, 6:4 |